# The Glove
The Glove — проект, созданный в 1983 году Робертом Смитом, фронтменом The Cure, и Стивом Северином, басистом Siouxsie & the Banshees, взявшим псевдоним Стив Хэйвок (Steve Havoc). Квартет, в состав которого вошли также певица Джанет Лэндрей и ударник Энди Андерсон, записал единственный альбом Blue Sunshine, в стилистике которого (согласно Allmusic) психоделический рок соединился с мотивами альтернативной поп-музыки начала 1980-х годов.

## История группы
Роберт Смит и Стив Северин были друзьями с середины 1970-х годов; The Cure провели своё самое первое британское турне в качестве «специальных гостей» The Banshees и после внезапного ухода гитариста Джона Макгиоха Смит заменил его и до конца турне играл каждый вечер дважды, за обе группы. По окончании гастролей Смит вернулся в The Cure. Однако в июне 1982 года он оказался на пороге нервного срыва: силы вокалиста были подорваны процессом работы над альбомом Pornography, последовавшим затем турне, злоупотреблением химических препаратов и конфликтами внутри коллектива, которые привели к уходу бас-гитариста Саймона Гэллапа. К началу 1983 года Смит и Северин уже приступили к совместной работе в проекте, который получил название The Glove — в честь «персонажа» (летающей перчатки в битловском мультфильме «Yellow Submarine». Название первого альбома имело отношение к фильму «Blue Sunshine», герои которого, принимавшие вымышленный препарат «Blue Sunshine» (разновидность ЛСД), десять лет спустя становились убийцами-психопатами.
Поскольку по условиям контракта Смиту было запрещено петь в другой группе, в качестве вокалистки была задействована танцовщица Джанет Лэндрей, бывшая подруга Баджи, барабанщика Banshees. В двух песнях альбома, «Mr. Alphabet Says» и «Perfect Murder», ведущую партию вокала, тем не менее, исполнил сам Смит.

## Дискография
| - Blue Sunshine | - «Like an Animal» - «Punish Me with Kisses» |  |